# Periode (sprog)
 For alternative betydninger, se Periode. (Se også artikler, som begynder med Periode)
En periode (af græsk: periodos = omløb, tidsafsnit) betegner en sammenhængende række af ord, der afsluttes med punktum. Periodelængden kan variere, alt efter hvilken tekst man læser. I moderne romaner og noveller tilstræbes, at periodelængden er ret kort. En kort periode indeholder ofte kun en enkelt helsætning, men ingen eller få bisætninger. Når en forfatter vælger at udtrykke sig i ret korte perioder, har det sin årsag i, at han søger at tilføre dramatik og sanselighed i forbindelse med beskrivelsen af situationer og handling. 
Korte perioder
Korte perioder kan også fremhæve en kaotisk og flimrende oplevemåde eller have en overraskende virkning, og de kan minde om det talte sprog, som typisk karakteriseres ved bl.a. mange gambitter og kortfattethed. Dertil kommer, at de giver læseren mulighed for at sætte læsetempoet ned og kan derfor give en fornemmelse af ro. 
"Jeg sprang på ham bagfra. Han vred sig for at komme løs af mit greb. Han løb videre. Jeg var alt for træt nu til at sætte efter ham. Han forsvandt ud af min synsvidde."
Lang periode
De lange perioder består til gengæld af flere sætninger, og dem møder man hyppigere i ældre tekster. De er nært knyttet til formelt skriftsprog med lange, tunge og komplicerede sætningskonstruktioner. De virker mere "litterære" og ikke mindst mere distanceret beskrivende end egentlig sansende og deltagende. En lang periode har grundighed og omhu i højsædet, derfor består den hovedsagelig af en række af over- og underordnede sætninger og indskudte sætninger. Lange perioder tvinger læseren til at læse hurtigt og kan derfor give en oplevelse af fart, men de kan også virke trættende. Ideen bag de lange perioder i ældre tekster var ofte, at der til en tanke med alle dens indfald skulle svare en periode.  
"Den ene, i kap. VI.C.c, at vi kun i den uforbeholdne gensidige anerkendelse, dvs. i indrømmelsen af vor egen partikularitet og ufuldkommenhed og af, at andres ufuldkommenhed er ligeså uundgåelig og tilgivelig som vor egen, når en universalitet, hvor vi gennem vore handlinger på en fri og bevidst måde kan videreføre Åndens liv." (Hegels skeptiske vej til den absolutte viden - En analyse af Phänomenologie des Geistes. Jørgen Huggler. S. 216)